# Guillaume Anguier
Guillaume Anguier (né en 1628 à Eu et décédé le 18 juin 1708 à Paris) est un peintre ordinaire du roi ayant travaillé à la manufacture des Gobelins. Peintre d'ornements[Lesquels ?] et d'architecture, il est moins célèbre que ses frères Michel Anguier et François Anguier. Ses principaux travaux ont été faits sous la direction de Charles Le Brun, directeur de la manufacture des Gobelins.

## Biographie
Dernier de la fratrie de 5 enfants comportant Michel et François Anguier, sculpteurs reconnus, il est le fils d'Honoré Anguier, maître menuisier, et de Catherine Riollé. En 1652, il épousa en premier mariage la veuve Claude Geny, plus âgée que lui d'une dizaine d'années avec laquelle il eut une fille nommée Catherine Anguier, puis il se remaria avec Catherine Gouillard, qui travaillait au service de la duchesse de Vivonne, le 30 mai 1676.
La majorité de son travail consistait à peindre des détails du carton servant à faire les tapisseries de la manufacture des Gobelins. On lui attribue notamment l'ornementation de la tapisserie La Défaite du comte de Marsin le 31 août 1667 ainsi que la réalisation des pièces architecturales des douze Tentures des Maisons Royales commandées par Louis XIV. Il exécuta également des travaux sur la voûte du grand escalier du Louvre en 1670 à partir de dessins de Le Brun et il fit plus tard d'autres travaux à partir d'esquisses ou de dessins de son maître. De surcroît, il travailla au château de Versailles où il reçut 5 500 livres de gage pour des peintures dans la Salle des gardes et dans une antichambre. Dans le même édifice, assistant toujours Charles Le Brun, il effectua une partie du quadratura dans la Galerie des Glaces. En 1673, Jean-Baptiste Colbert lui attribua un logement aux Gobelins, grâce à l'intervention de son frère Michel Anguier, membre de l'Académie royale de peinture et de sculpture. Il lui fut commandé des tableaux pour l'installation du Grand Dauphin, fils de Louis XIV, et de Marie-Anne de Bavière à Versailles à la suite de leur mariage en 1680. 
En 1686, il fut nommé subrogé tuteur des 3 enfants mineurs de son frère Michel Anguier décédé. Il mourut le 18 juin 1708 à la manufacture des Gobelins et fut inhumé en l'église Saint-Hippolyte,.